# 若林瑠海
若林 瑠海（わかばやし るか、2007年2月10日 - ）は、日本の子役である。
埼玉県出身。フラッシュアップ付属児童部アップル所属。趣味はマンガを描くこと。特技は持久走。

## 出演

### 映画
- 謝罪の王様（監督：水田伸生、2013年9月28日公開） - 船木つとむ 役
- ハニー・フラッパーズ（監督：笹木恵水、2014年9月13日公開） - 高崎徹 役
- 百円の恋（監督：武正晴、2014年12月20日公開） - 斎藤太郎 役
- 娚の一生（監督：廣木隆一、2015年2月14日公開） - 富岡まこと 役
- ビリギャル（監督：土井裕泰、2015年5月1日公開） - 龍太 役(幼少期)
- ヒロイン失格（監督：英勉、2015年9月19日公開）
- 日本・トルコ合作映画　海難1890（監督：田中光敏、2015年12月5日公開） - 木村裕之 役
- オオカミ少女と黒王子（監督：廣木隆一、2016年5月28日公開） - 三田まこと 役
- 夏美のホタル（監督：廣木隆一、2016年6月11日公開） - 拓也 役
- 恋愛奇譚集（監督：倉本雷大、2017年2月4日公開） - 須藤恵介 役
- 真っ赤な星（監督：井樫彩、2018年12月1日公開）
- 赤い雪 Red Snow（監督：甲斐さやか、2019年2月1日公開）
- DAUGHTER（監督：菅野祐悟、2023年12月15日公開） - 遠野晴人（16歳）役[1]

### ドラマ
- 半沢直樹　第5話（2013年8月11日、TBS） - 浅野怜央 役
- セーラーゾンビ（2014年4月18日 - 7月19日、TX） - レギュラー:亀岡勇気 役
- ボクの妻と結婚してください。（2015年5月10日 - 、NHK BSプレミアム） - 三村修治（小学生時代） 役
- BSジャパン開局15周年特別企画　山本周五郎人情時代劇　第9話「しじみ海岸」（2016年）
- Chef～三ツ星の給食～　(2016年、CX)　-福西るか 役
- ハロー張りネズミ　第1話（2017年7月14日、TBS）
- ABUアジアこどもドラマシリーズ  ＜ほんとうのともだち＞（2017年、NHK）-竜太 役
- 特捜9（2019年、テレビ朝日） ‐ 赤羽天馬 役

### CM
- JA全中（2011年）
- ベネッセ「たまひよ」（2011年）
- POLA「AAA」（2012年）
- 大塚製薬「オロナミンC」（2012年）
- MJQウェディング（2013年）
- ACジャパン「約束の場所」（2015年）
- Weber（2017年）

### 舞台
- あめちゃん食べる?　作/演出:吉見麻美(劇団野良犬弾)（2013年7月、新宿ACB会館）

### MV
- コーネリアス・青葉市子「外は戦場だよ」（2013年）
- フィッシャーズ「8月の坂」（2019年）
- Mrs. GREEN APPLE「ケセラセラ」（2023年）

### 雑誌
- フリーペーパー「ダイハツカフェ 20号」（2012年）

### 広告
- セイバン(インフォマーシャル)（2013年）

### モデル
- Acid Black Cherry「Recreation3」（2013年）